# Thới An Hội
Thới An Hội là một xã thuộc thành phố Cần Thơ, Việt Nam.

## Địa lý
Xã Thới An Hội có vị trí địa lý:
- Phía đông giáp tỉnh Vĩnh Long
- Phía tây giáp xã Kế Sách
- Phía nam giáp xã Nhơn Mỹ
- Phía bắc giáp xã An Lạc Thôn và xã Phong Nẫm.

Xã Thới An Hội có diện tích 60,32 km², dân số năm 2024 là 31.726 người, mật độ dân số đạt 525 người/km².

## Lịch sử
Ngày 20 tháng 9 năm 1975, Bộ Chính trị ban hành Nghị quyết số 245-NQ/TW về việc hợp nhất tỉnh Cần Thơ (ngoại trừ huyện Thốt Nốt), tỉnh Sóc Trăng, tỉnh Trà Vinh, tỉnh Vĩnh Long thành một tỉnh, tên gọi tỉnh mới cùng với nơi đặt tỉnh lỵ sẽ do địa phương đề nghị lên.
Ngày 20 tháng 12 năm 1975, Bộ Chính trị ban hành Nghị quyết số 19/NQ về việc hợp nhất tỉnh Cần Thơ (bao gồm cả huyện Thốt Nốt của tỉnh Long Xuyên), tỉnh Sóc Trăng thành một tỉnh mới, tên gọi tỉnh mới cùng với nơi đặt tỉnh lỵ sẽ do địa phương đề nghị lên.
Ngày 24 tháng 2 năm 1976, Chính phủ Cách mạng lâm thời Cộng hòa miền Nam Việt Nam ban hành Nghị định số 3/NQ/1976 về việc hợp nhất tỉnh Cần Thơ, tỉnh Sóc Trăng và thành phố Cần Thơ thành một tỉnh mới, lấy tên là tỉnh Hậu Giang.
Ngày 26 tháng 12 năm 1991, Quốc hội ban hành Nghị quyết về việc chia tỉnh Hậu Giang thành tỉnh Cần Thơ và tỉnh Sóc Trăng.
Ngày 26 tháng 11 năm 2003, Quốc hội ban hành Nghị quyết số 22/2003/QH11 về việc chia tỉnh Cần Thơ thành thành phố Cần Thơ trực thuộc trung ương và tỉnh Hậu Giang.
Ngày 4 tháng 10 năm 2016, Thủ tướng Chính phủ ban hành Quyết định số 1900/QĐ-TTg về việc công nhận xã An Lạc Tây thuộc huyện Kế Sách là xã đảo.
Tính đến ngày 31/12/2024:
- Xã An Lạc Tây có 6 ấp: An Công, An Hòa, An Lợi, An Phú, An Tấn, An Thạnh.
- Xã Thới An Hội có 7 ấp: An Hòa, An Nhơn, Đại An, Mỹ Hội, Ninh Thới, Xóm Đồng 1, Xóm Đồng 2.

Ngày 12 tháng 6 năm 2025, Quốc hội ban hành Nghị quyết số 202/2025/QH15 về việc sắp xếp đơn vị hành chính cấp tỉnh (nghị quyết có hiệu lực từ ngày 12 tháng 6 năm 2025). Theo đó, sáp nhập tỉnh Hậu Giang và tỉnh Sóc Trăng vào thành phố Cần Thơ.
Ngày 16 tháng 6 năm 2025, Ủy ban Thường vụ Quốc hội ban hành Nghị quyết số 1668/NQ-UBTVQH15 về việc sắp xếp các đơn vị hành chính cấp xã của thành phố Cần Thơ năm 2025 (nghị quyết có hiệu lực từ ngày 16 tháng 6 năm 2025). Theo đó, sáp nhập toàn bộ 27,70 km² diện tích tự nhiên, quy mô dân số là 11.900 người của xã An Lạc Tây vào toàn bộ 32,62 km² diện tích tự nhiên, quy mô dân số là 19.826 người của xã Thới An Hội thuộc huyện Kế Sách, tỉnh Sóc Trăng.
Xã Thới An Hội có 60,32 km² diện tích tự nhiên và quy mô dân số là 31.726 người.

## Hình ảnh

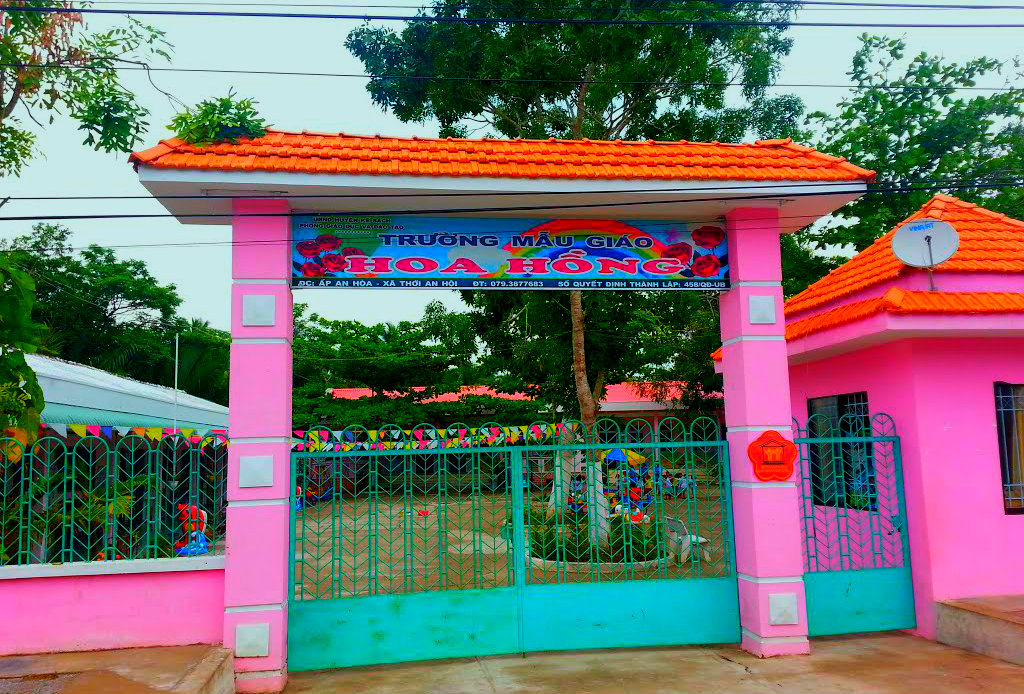
Trường mẫu giáo Hoa Hồng
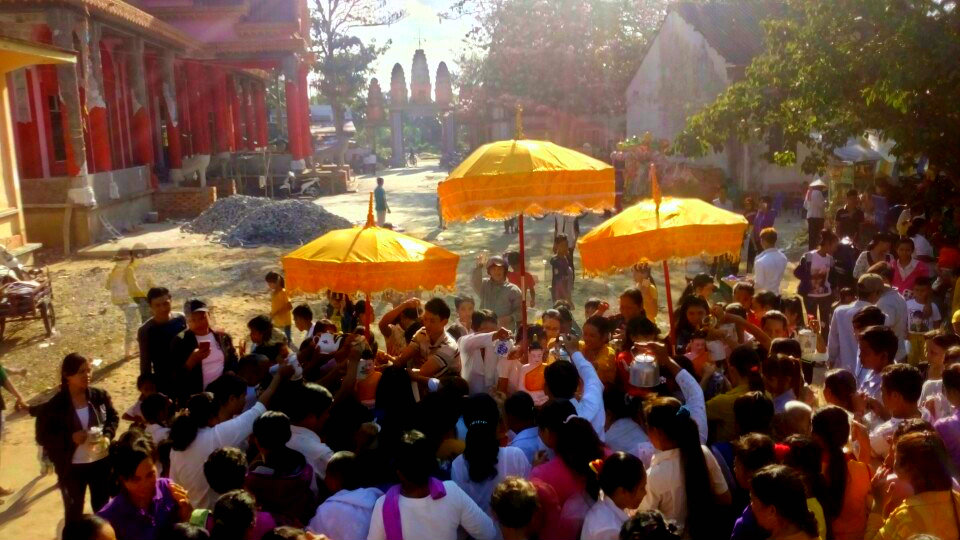
Lễ tắm phật ở chùa Pôthi Thlâng
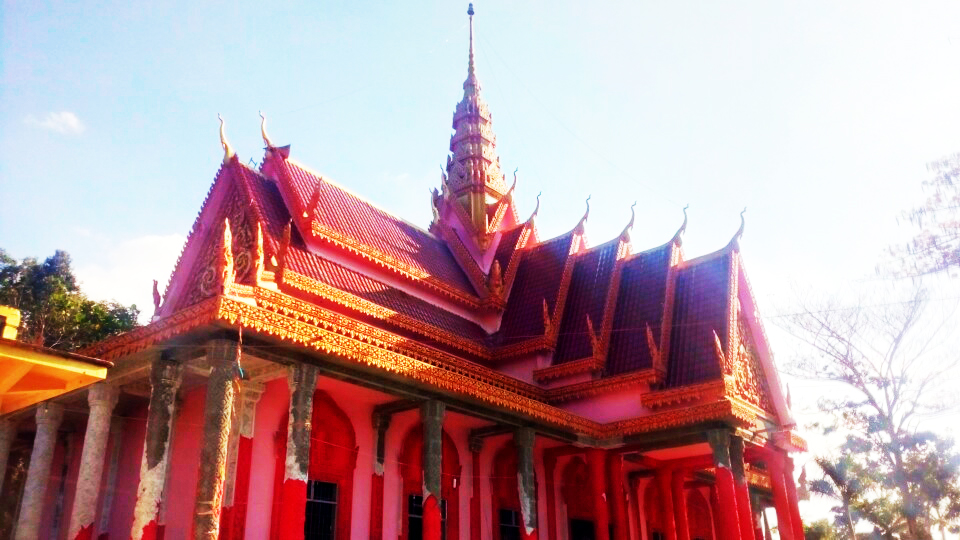
Chùa Pôthi Thlâng (hay còn gọi là chùa Tập Rèn)
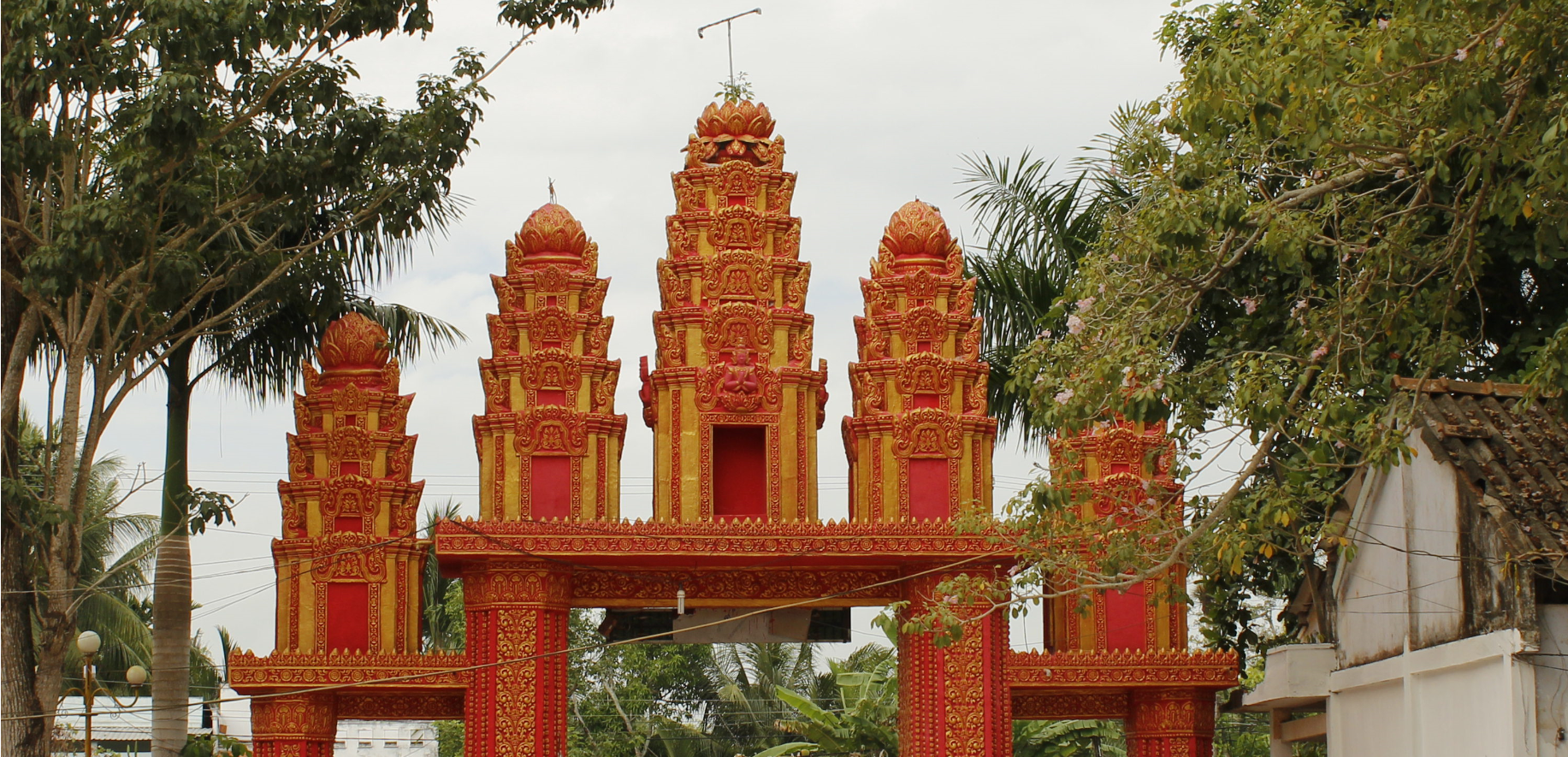
Cổng chùa